# Оплетня
Оплетня е село в Западна България. То се намира в Община Своге, Софийска област.

## География
Село Оплетня се намира в планински район, по поречието на Искърското дефиле. Природата в селото е обичайната за този район планинска област с широколистни гори и не чак толкова иглолистни, но затова е много красива.

## История
Стари хора от с. Оплетня разказват, че нейното име идва от една девойка, на която и оплели косите за най-голямото дърво в селото. Това се случило по времето на османската власт.

## Културни и природни забележителности
В село Оплетня е построен паметник в чест на двама ботеви четници.

## Редовни събития
Всяка година, през втората събота от месец юни, се провежда селски събор с жива музика.